# Willi Görich
Willi Görich (* 7. Juli 1907 in Frankfurt am Main; † 9. Februar 1991) war ein hessischer Landeshistoriker. 
Er wuchs in Herford auf und studierte in Frankfurt am Main, Königsberg, Tübingen und vor allem in Marburg Geschichte, Ur- und Frühgeschichte, Volkskunde, Kunstgeschichte und Geologie. Er promovierte 1948 an der Universität Marburg bei Friedrich Küch und Edmund E. Stengel mit einer Dissertation über Frühmittelalterliche Straßen und Burgen in Oberhessen. Danach war er als Historiker und bis 1972 als Kustos am Hessischen Landesamt für geschichtliche Landeskunde in Marburg tätig. Er war Ehrenvorsitzender des Vereins für hessische Geschichte und Landeskunde, Abteilung Marburg. Seine Arbeitsschwerpunkte waren insbesondere Burgen- und Altwegeforschung, Siedlungs- und Stadtgeschichte sowie das Mittelalter.

## Werke
- Straße, Burg und Stadt in Oberhessen von der Frühzeit bis zum Ausgang des Mittelalters. Historische Kommission für Hessen und Waldeck, Marburg 1938.
- Frühmittelalterliche Straßen und Burgen in Oberhessen. Dissertation, Universität Marburg, 1948.
- Taunus-Übergänge und Wetterau-Straßen im Vorland von Frankfurt. Staudt, Bad Homburg vor d. Höhe 1954.
- Stadtplan mit Wanderwegen Universitätsstadt Marburg an der Lahn. 19., verbesserte Auflage. Becker, Marburg 1978.
- Mittelalterliche Stadt-Grundrisse: Biedenkopf, Melsungen, Zwingenberg, Münzenberg, Schwarzenborn, Zierenberg, Hachenburg, Kirchhain. Marburg/Lahn 1978.